# HMS Swift (1907)
La HMS Swift fu un conduttore di flottiglia progettato e costruito per la Royal Navy prima della prima guerra mondiale, un prodotto dell'instancabile ricerca dell'ammiraglio "Jackie" Fisher per navi sempre più veloci. La classe fu pensata come un grande cacciatorpediniere oceanico, capace sia di condurre flottiglie di cacciatorpediniere che di svolgere ricognizione ad alta velocità per una flotta da battaglia.

## Progetto
Nell'ottobre 1904 Fisher diede le sue specifiche al Director of Naval Construction (DNC) (98 m, 900 t, 36 nodi). Il DNC rispose che non sarebbe stato possibile. Nel 1905 fu presentato un progetto rivisitato per una nave da 33,5 nodi (14000 kW) su uno scafo da 1400 t, seguito da uno da 36 nodi (22000 kW) su un'unità da 1350 t.
Ricevendo solo quattro settimane per produrre il proprio modello, i maggiori cantieri britannici (Cammell Laird, Thornycroft, Fairfield, John Brown e Armstrong Whitworth) consegnarono dei progetti. Ci furono problemi a raggiungere le richieste delle specifiche e con l'alto costo dei progetti (ad esempio il progetto della Armstrong sarebbe costato 284000 £, un prezzo altissimo se comparato alle 139881 £ per l'HMS Afridi, un cacciatorpediniere della classe Tribal). Non si arrivò ad un progetto finale fino a metà del dicembre 1905. La Cammell Laird prese l'ordine, facendo notare che sarebbero state necessarie modifiche alle specifiche. La nave era lunga 100 m, dislocava 1680 t, era armata con quattro cannoni da 102 mm Mark VIII e due tubi lanciasiluri da 457 mm. La propulsione era affidata a due set di turbine a vapore Parsons e quattro eliche, movimentate dalla potenza generata da caldaie a olio combustibile (22000 kW). Fu deciso che il costo dell'unità fosse di 236000 £ e ricevette il nome di costruzione Flying Scud (cambiato poi in Swift nell'aprile 1906). La costruzione fu iniziata nel dicembre 1906 e fu varata il 7 dicembre 1907.
Nel contratto iniziale l'Ammiragliato incluse l'offerta di  18000 £ per ogni nodo oltre i 36. Nelle prove in mare, svoltesi a Skelmorlie nel marzo 1909, ebbe una serie di problemi meccanici e non riuscì mai a superare i 35,099 nodi, al scioccante tasso di consumo di 27,5 t all'ora a fronte di una riserva di carburante di 180 t. Nelle prove successive, nel settembre 1909, furono utilizzati 26 diversi tipi di elica per cercare di raggiungere la velocità richiesta. L'Ammiragliato infine accettò la nave per com'era pagandola 236764 £ e con 44240 £ di multa per non aver raggiunto la velocità di contratto e per la consegna ritardata. Dopo prove da parte del costruttore della difficoltà di soddisfare le richieste, la multa fu ridotta a 5000 £. Informative date alla stampa riportarono che la Swift fosse capace di raggiungere i 38 nodi.
Anche se sarebbe dovuta essere solo il prototipo della sua classe, non furono costruiti altri conduttori prima dello scoppio della prima guerra mondiale nel 1914. Il suo armamento debole e l'elevato costo portarono Arthur Wilson a dire "Penso che non ci sia bisogno di alcuna ripetizione della Swift nell'immediato futuro." Lo storico navale Anthony Preston fece per questa ragione una critica tagliente alla nave, descrivendola come un risultato 'molto costoso e deludente'.

## Servizio
All'inizio della guerra servì come capoflottiglia della 4th Torpedo Boat Destroyer Flotilla della Grand Fleet. Nell'ottobre 1914, a Scapa Flow, la Swift fu mandata in cerca dell'incrociatore protetto HMS Hawke quando questo non ritornò da una missione di pattugliamento. La Swift trovò una delle zattere della Hawke con sopra un ufficiale e 21 uomini. La Hawke era stata silurata da un U-boot tedesco ed erano rimasti solo una manciata di sopravvissuti. Le condizioni meteorologiche estreme dell'oceano settentrionale in inverno furono troppo pesanti per la Swift e nel 1915, dopo un veloce raddobbo, fu riassegnata alla Dover Patrol. Nel 1916 i due cannoni da 102 mm prodieri furono sostituiti da un singolo cannone da 152 mm (unico cacciatorpediniere della Royal Navy ad aver mai un cannone di questo calibro). I ponti prodieri furono rinforzati per resistere al peso e al rinculo del nuovo cannone e ricevette anche strutture aggiuntive per la plancia e due cannoni antiaerei.
Nella notte tra il 20 e il 21 aprile 1917, al comando di Ambrose Peck e accompagnata dal cacciatorpediniere HMS Broke, ingaggiò una forza di sei cacciatorpediniere nemici nella battaglia dello stretto di Dover. Nel combattimento confuso colpì il G85 con un siluro mentre la Broke speronò e rimase incastrata nel G42. Le rimanenti navi tedesche scapparono, la Swift le inseguì ma ricevette diversi colpi e dovette rallentare. Ritornò per assistere la Broke e salvò i superstiti del G42, prima di tornare a Plymouth. A causa della scarsa prestazione del cannone da 152 mm, l'armamento ritornò a due pezzi da 102 mm.
Nella primavera 1918 era con la squadra costiera durante il primo raid di Ostenda. Fu silenziosamente posta in riserva e demolita nel dopoguerra e cacciatorpediniere della stessa taglia non furono poi più avvicinate dalla Royal Navy fino alla classe Tribal del 1936.